# Vuelo 507 de Kenya Airways
El vuelo 507 de Kenya Airways era un vuelo internacional regular de pasajeros entre Abiyán (Costa de Marfil) y Nairobi (Kenia), con escala en Duala (Camerún), operado por Kenya Airways. El 5 de mayo de 2007, el Boeing 737-800 que realizaba el vuelo se estrelló inmediatamente después de despegar del Aeropuerto Internacional de Duala (Camerún), falleciendo los 114 ocupantes a bordo.
El avión se rompió en pequeños pedazos y quedó prácticamente sumergido en un manglar, a 5,4 kilómetros (3 mi; 3 nmi) al sur (176°) del final de la pista 12 del Aeropuerto Internacional de Douala.No hubo supervivientes.La investigación de la Autoridad de Aviación Civil de Camerún determinó que los pilotos no detectaron ni corrigieron la inclinación excesiva tras el despegue. Esto provocó la pérdida de control y el accidente de la aeronave.

## Avión
La aeronave involucrada, matrícula 5Y-KYA, número de serie 35069, era un Boeing 737-8AL que estaba equipado con dos motores CFMI CFM56-7B26.: 21 El avión voló por primera vez el 9 de octubre de 2006 y fue entregado a Kenya Airways el 27 de octubre.El avión tenía seis meses de antigüedad en el momento del accidente.Fue uno de los tres Boeing 737-800 que Kenya Airways había adquirido recientemente de Singapore Aircraft Leasing Enterprise.

## Accidente
El vuelo 507 era uno de los tres vuelos programados para salir del aeropuerto de Duala alrededor de la medianoche de ese día, con otros dos vuelos operados por Cameroon Airlines y Royal Air Maroc.La tripulación de las compañías camerunesa y marroquí optaron por esperar a que el tiempo mejorara, mientras que la tripulación de Kenya Airways decidió partir, pues ya llevaban más de una hora de retraso y el piloto consideró que el tiempo había mejorado lo suficiente para despegar.Sin embargo, el piloto al mando no solicitó autorización de despegue a la Torre de Control del Aeropuerto y el avión partió de Duala a las 00:06 hora local del 5 de mayo (23:06 UTC del 4 de mayo);: 8, 11 el vuelo debía llegar a Nairobi a las 06:15 hora local (03:15 UTC).
Una vez en el aire, el avión tenía tendencia a inclinarse hacia la derecha, lo que el capitán contrarrestó utilizando su rueda de control.: 12 Veinticuatro segundos después del despegue, a una altitud de 1000 pies (305 m), el capitán soltó el volante de control,: 12 y dieciocho segundos después gritó "Ok, comando",: 13 indicando al primer oficial que activara el piloto automático. Este comando no fue leído por el primer oficial indicando que no había reconocido el comando y tampoco hubo confirmación de audio en la cabina indicando que el piloto automático se había activado. En los 55 segundos que siguieron, la aeronave no estaba siendo pilotada ni por el piloto ni por el piloto automático. Esto llevó a que aumentara gradualmente su ángulo de inclinación desde menos de 1°, en el momento en que el capitán soltó el volante de control, a 34° cuando se activó la advertencia de ángulo de inclinación. El capitán puede haber entrado en pánico al escuchar la advertencia de ángulo de inclinación, ya que realizó una serie de movimientos en el volante de control que solo agravaron la situación. Movió la rueda de control primero a la izquierda, luego 40° a la derecha y luego 11° a la izquierda. Con el avión inclinado 50°, intentó activar el piloto automático con retraso. El capitán intentó entonces controlar el avión usando el timón derecho, lo que provocó que se inclinara aún más a la derecha.El primer oficial dio al volante órdenes casi opuestas a las que había dado el capitán.: 48 El capitán, al notar esto, activó el piloto automático, pero para entonces el avión estaba ladeado casi 115° a la derecha a 2290 pies (698 m) de altitud y estaba en una situación irrecuperable. Se estrelló en un manglar menos de dos minutos después del despegue.: 12–15 
No hubo comunicaciones entre la aeronave y tierra después del despegue.Kenya Airways estableció un centro de gestión de crisis en el Aeropuerto Internacional Jomo Kenyatta en Nairobi.
Los restos fueron descubiertos el 6 de mayo en un pantano, a unos 20 kilómetros (12 mi; 11 nmi) al sureste de Duala, sumergidos bajo el lodo y el agua.No hubo supervivientes.: 15 Además, el director general del Grupo Kenya Airways, Titus Naikuni, dijo en Nairobi que la gente local había guiado a los rescatistas al lugar del accidente.Ese mismo día, el ministro de Estado de Administración Territorial de Camerún, Hamidou Yaya Marafa, declaró en rueda de prensa: «Por ahora, solo puedo decir que los restos del avión han sido localizados en la pequeña aldea de Mbanga Pongo, en la subdivisión de Duala III. Estamos implementando medidas de rescate».Kenya Airways informó que se habían recuperado 29 cuerpos del lugar del accidente, mientras que desde Camerún se reportaron más de 40. Los trabajadores informaron que los cuerpos estaban "gravemente desfigurados" y que su identificación sería difícil. Las fuertes lluvias en la zona seguían dificultando las labores.

## Pasajeros y tripulación
Kenya Airways divulgó una lista de pasajeros que indicaba que los 105 pasajeros a bordo eran ciudadanos de 26 países. Treinta y siete personas eran de Camerúny nueve de los ocupantes eran kenianos.Diecisiete pasajeros embarcaron en Abiyán, mientras que el resto lo hizo en Duala.
Los seis miembros de la tripulación eran todos kenianos. Entre los pasajeros se encontraban un ingeniero acompañante y un auxiliar de vuelo en vuelo muerto.: 13–15 
El capitán Francis Mbatia Wamwea (de 52 años), que había acumulado 8.500 horas en aviones de pasajeros, y el primer oficial Andrew Wanyoike Kiuru (de 23 años) se habían unido a la aerolínea 20 y un año, respectivamente, antes del accidente.
Entre los pasajeros a bordo se encontraba Anthony Mitchell, un reportero de Associated Press radicado en Kenia.
| Nacionalidad: 13–15             | Pasajeros | Tripulación | Total |
| ------------------------------- | --------- | ----------- | ----- |
| Alemania                        | 1         | 0           | 1     |
| Bélgica                         | 1         | 0           | 1     |
| Burkina Faso                    | 1         | 0           | 1     |
| Camerún/ Francia                | 34        | 0           | 34    |
| China                           | 5         | 0           | 5     |
| Comoras/ Francia                | 2         | 0           | 2     |
| Corea del Sur                   | 1         | 0           | 1     |
| Costa de Marfil/ Francia        | 6         | 0           | 6     |
| Yibuti/ Francia                 | 2         | 0           | 2     |
| Egipto                          | 1         | 0           | 1     |
| Estados Unidos                  | 1         | 0           | 1     |
| Ghana                           | 1         | 0           | 1     |
| Guinea Ecuatorial               | 2         | 0           | 2     |
| India                           | 13        | 0           | 13    |
| Kenia                           | 3         | 6           | 9     |
| Mali/ Francia                   | 1         | 0           | 1     |
| Mauricio                        | 1         | 0           | 1     |
| Mauritania                      | 1         | 0           | 1     |
| Níger                           | 3         | 0           | 3     |
| Nigeria                         | 6         | 0           | 6     |
| Pakistán                        | 1         | 0           | 1     |
| Reino Unido                     | 5         | 0           | 5     |
| República Centroafricana        | 2         | 0           | 2     |
| República del Congo/ Francia    | 1         | 0           | 1     |
| República Democrática del Congo | 2         | 0           | 2     |
| Senegal/ Francia                | 1         | 0           | 1     |
| Sudáfrica                       | 7         | 0           | 7     |
| Suecia                          | 1         | 0           | 1     |
| Suiza                           | 1         | 0           | 1     |
| Tanzania                        | 1         | 0           | 1     |
| Togo/ Francia                   | 1         | 0           | 1     |
| Total                           | 108       | 6           | 114   |

## Investigaciones
El gobierno camerunés creó una comisión técnica de investigación para investigar el accidente.La Junta Nacional de Seguridad en el Transporte de los Estados Unidos envió un "equipo Go" para ayudar con la investigación.
La atención inicial sobre la causa del accidente se centró en la posibilidad de que se produjera un apagón de llama en los dos motores durante condiciones meteorológicas adversas. Varias pistas apuntaban en esta dirección, incluyendo el tiempo que el avión estuvo en el aire, la señal de socorro emitida por la aeronave (ambas posteriormente cuestionadas), las condiciones meteorológicas en el momento del accidente y la posición de los restos con el morro hacia abajo. Los investigadores teorizaron que esto concordaría con la pérdida de potencia en ambos motores del avión, el intento de planeo de regreso al aeropuerto y la entrada en pérdida durante el intento.
El registrador de datos de vuelo (FDR) fue recuperada el 7 de mayo,: 35 y la grabadora de voz de cabina (CVR) el 15 de junio.: 30 Ambos fueron enviados a la Junta de Seguridad en el Transporte de Canadá, donde fueron leídos.: 30 
La Autoridad de Aviación Civil de Camerún (CCAA) publicó su informe final sobre el accidente el 28 de abril de 2010.La investigación encontró que la aeronave despegó sin recibir autorización del control de tráfico aéreo. El capitán, que era el piloto a los mandos, corrigió una inclinación a la derecha varias veces después del despegue. Después de 42 segundos de vuelo, el capitán indicó que había activado el piloto automático. El piloto automático no se activó, ni el copiloto reconoció el mensaje. Los pilotos no notaron que la aeronave se inclinaba cada vez más hacia la derecha, de 11° cuando el capitán indicó que había configurado el piloto automático, a 34° cuando sonó una advertencia de ángulo de inclinación 40 segundos después. El capitán entonces activó el piloto automático, pero sus entradas en los controles llevaron a un aumento adicional en el ángulo de inclinación. La aeronave inclinó el morro hacia abajo después de alcanzar una altura de 2900 pies (884 m) con una inclinación a la derecha de 115°. Los dos pilotos usaron entradas de control opuestas y conflictivas para intentar recuperar la aeronave. El avión se estrelló a 287 nudos (532 km/h; 330 mph), con un ángulo de inclinación de 48° y una inclinación de 60° a la derecha.
Durante el entrenamiento de actualización del capitán Wamwea, sus instructores registraron las siguientes deficiencias: habilidades de gestión de recursos de la tripulación, adherencia a los procedimientos operativos estándar, escaneo de cabina y conocimiento de la situación.: 41 Un informe de capacitación de 2002 señaló que el capitán tenía tendencia a ser autoritario con sus compañeros de trabajo.: 41 El capitán también había fallado una verificación de línea en un vuelo de pasajeros programado cuando decidió desviarse después de que fallara el Indicador de Dirección de Actitud (ADI) de reserva.: 38, 41 Se sometió a un nuevo control y lo aprobó.: 38 Incluso después de convertirse en capitán, estas deficiencias seguían detectándose y los instructores presentaban informes al respecto. La aerolínea gestionó todos los informes y formuló recomendaciones correctivas.: 38, 41 Otros pilotos de Kenya Airways describieron al capitán Wamea como demasiado confiado y arrogante, pero amigable. La CCAA declaró que su comportamiento probablemente se vio influenciado por sus reveses en el entrenamiento. Durante el vuelo 507, se comportó con el primer oficial Kiuru de forma paternal.: 54–55 
El primer oficial Kiuru también había fallado un examen de reglas de vuelo por instrumentos (IFR) y uno de radiotelefonía (R/T), por lo que tuvo que repetir ambos. Si bien su desempeño general fue satisfactorio, los instructores observaron que Kiuru tenía problemas para detectar errores del piloto a los mandos y avisarlos, así como para supervisar el piloto automático después de activarlo.: 42–43 Sus compañeros de trabajo describieron a Kiuru como reservado y poco asertivo. Durante el vuelo 507, el capitán Wamwea lo intimidó, faltándole el respeto (aunque le había dado algunas palabras de aliento), y no lo recriminó por sus errores, sino que confió en la confianza del capitán.: 55 
La CCAA determinó que las causas probables del accidente fueron la pérdida de control de la aeronave como resultado de una desorientación espacial (no reconocida o sutil con transición a desorientación espacial reconocida) tras un largo y lento vuelo, sin escaneo de instrumentos, y en ausencia de referencias visuales externas en una noche oscura. El control operativo inadecuado, la falta de coordinación de la tripulación, junto con el incumplimiento de los procedimientos de monitoreo de vuelo y la confusión en el uso del piloto automático, también contribuyeron a esta situación.

## Filmografía
Este accidente fue reseñado en la temporada 20° de la serie Mayday: Catástrofes aéreas, del canal National Geographic Channel en el episodio "Cabina Tormentosa".